# Tianjin Nuzi Paiqiu Dui
Il Tianjin Nuzi Paiqiu Dui è una società pallavolistica cinese con sede a Tientsin, militante nel massimo campionato cinese, la Chinese Volleyball Super League.

## Rosa 2021-2022
| N° | Nome           | Ruolo | Data di nascita  | Nazionalità sportiva |
| -- | -------------- | ----- | ---------------- | -------------------- |
| 1  | Li Yingying    | S     | 19 febbraio 2000 | Cina                 |
| 5  | Zhu Ting       | S     | 29 novembre 1994 | Cina                 |
| 6  | Wang Ning      | C     | 14 maggio 1994   | Cina                 |
| 7  | Yang Yi        | O     | 19 marzo 1997    | Cina                 |
| 8  | Yuan Xinyue    | C     | 21 dicembre 1996 | Cina                 |
| 9  | Melissa Vargas | O     | 16 ottobre 1999  | Cuba                 |
| 10 | Liu Liwen      | L     | 2 agosto 1994    | Cina                 |
| 11 | Chen Boya      | O     | 2 febbraio 2000  | Cina                 |
| 13 | Meng Zixuan    | C     | 21 gennaio 1989  | Cina                 |
| 15 | Wang Yuanyuan  | C     | 14 luglio 1997   | Cina                 |
| 16 | Yao Di         | P     | 15 agosto 1992   | Cina                 |
| 18 | Chen Xintong   | P     | 8 aprile 1994    | Cina                 |
| 19 | Li Yanan       | C     | 12 maggio 1998   | Cina                 |
| 20 | Wang Yizhu     | S     | 23 marzo 2001    | Cina                 |

## Palmarès
- Campionato cinese: 16

2002-03, 2003-04, 2004-05, 2006-07, 2007-08, 2008-09, 2009-10, 2010-11, 2012-13, 2015-16,
2017-18, 2019-20, 2020-21, 2021-22, 2022-23, 2023-24
- Coppa KOVO: 1

2009
- Campionato asiatico per club: 5

2005, 2006, 2008, 2012, 2019